# Вітторіо Кассар
Вітторіо Кассар (мальт. Vitor Cassar, прибл. 1550 — прибл. 1609), при народженні Гіо Вітторіо Кассар — мальтійський архітектор і військовий інженер. Син відомого архітектора Джироламо Кассара, був прийнятий в лицарі Госпітальєрів в 1587 році. Кассар став інженером-резидентом Ордену на початку 17 століття і він керував модернізацією Цитаделли на Гоцо між 1600 і 1603 роками.
Багато подробиць його життя невідомі, включаючи дати його народження та смерті. Стверджується, що він спроєктував деякі Віньякурські башти і кілька церков, але цьому немає жодних підтверджень.

## Біографія
Вітторіо Кассар був, ймовірно, первістком Джироламо Кассара та його дружини Маттеї, він був улюбленцем і головним спадкоємцем свого батька. Кажуть, що він народився приблизно в 1550 році, але ця дата в основному базується на припущеннях. Родина Кассарів, яка, ймовірно, походить із Сицилії, вкорінилась на Мальті принаймні з 1440 року
9 квітня 1587 року Кассар був прийнятий в лицарі Ордену Святого Іоанна. 18 травня того ж року він отримав звання сержанта в церкві Кораблетрощі Святого Павла у Валлетті. Приблизно в 1594 році Орден відправив Кассара в поїздку по різних містах Італії, щоб вивчати новітні архітектурні стилі та зустрітися з відомими інженерами.

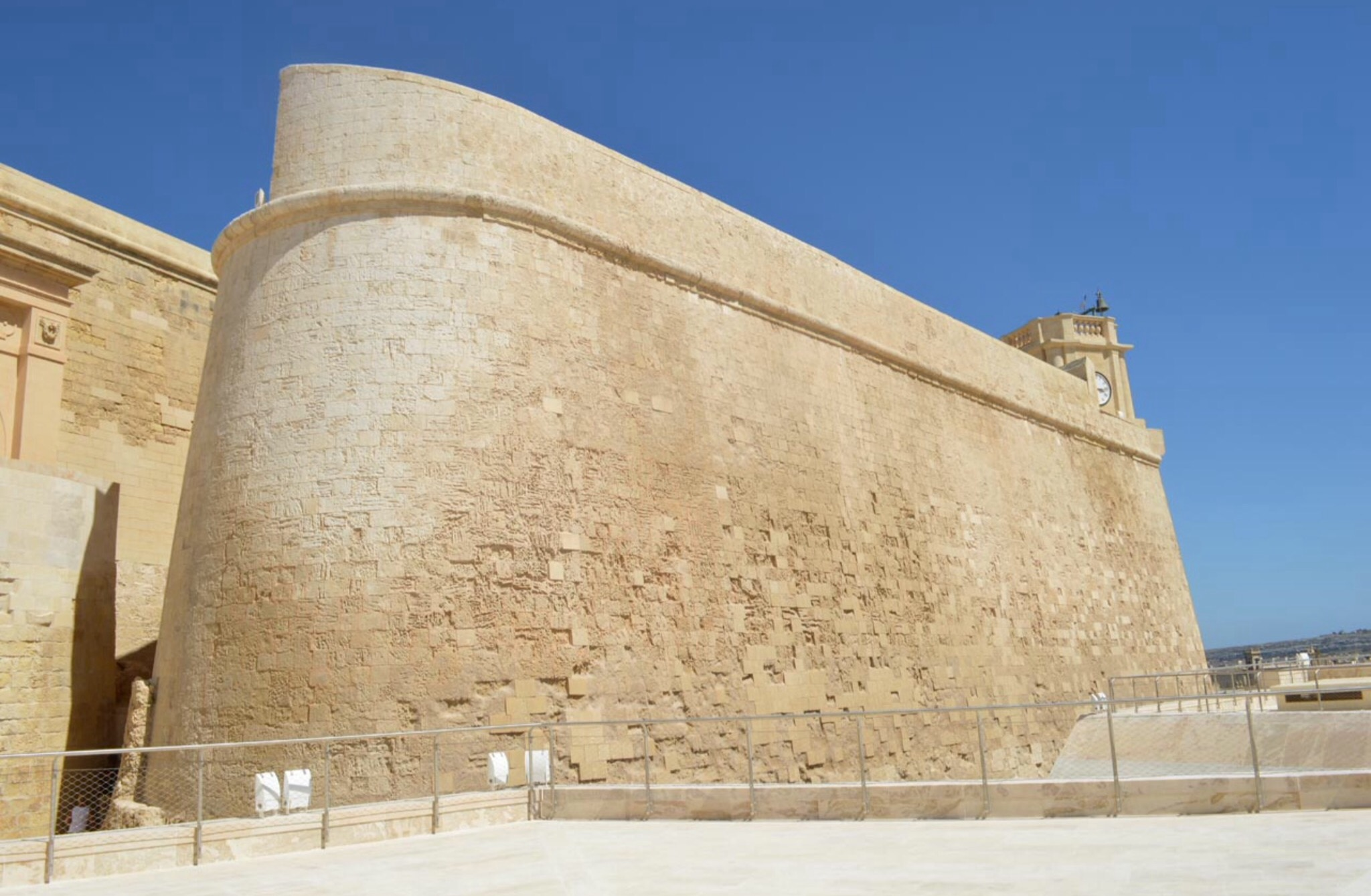
Кассар керував модернізацією Цитаделли між 1600 і 1603 роками

Приблизно в 1600 році Кассар був призначений інженером-резидентом Ордену, посада, яку раніше обіймав його батько. У вересні 1600 року Кассару було доручено керувати модернізацією укріплень Цитаделли на Гоцо. У цей час на Гоцо він також проєктує вежіу Гарзес, яка була побудована вже після того, як Кассар залишив острів. У Кассара склалися непрості стосунки з губернатором острова Фердінандо де Розольміні, це призвело до того, що його відкликали назад на Мальту в серпні 1603 року після неодноразових доган через повільний хід робіт.
Дата й обставини смерті Кассара невідомі. Вважається, що він помер у 1607 році, коли встановив плиту в пам'ять про себе в каплиці Святої Варвари в Циттаделлі. Однак військовий історик Стефан Спітері стверджує, що він помер приблизно в середині червня 1609 року, і деякі записи свідчать про те, що він був похований у Валлетті. Кассар точно був мертвий 14 травня 1615 року, коли його мати Маттеа склала заповіт відправяти меси за упокій душі Вітторіо.

## Будівлі, будівництво яких приписують Кассару

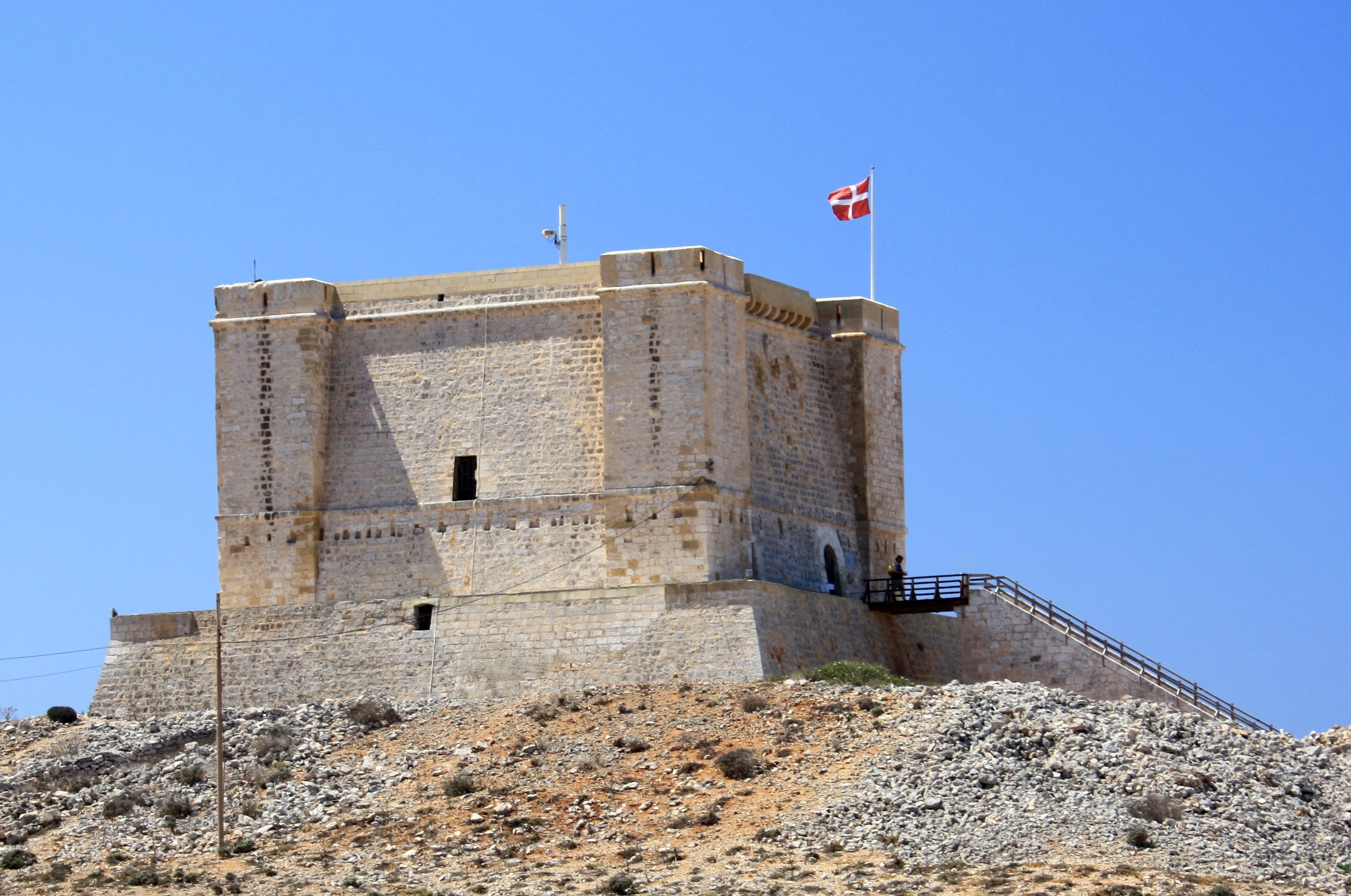
Вежа Святої Марії, яку Джованні Франческо Абела приписав Кассару.

Документальних свідчень про діяльність Кассара як архітектора чи військового інженера дуже мало. Єдиним свідченням його роботи як військового інженера є документи, що стосуються його керівництва перебудовою Цитаделли між 1600 і 1603 роками, а також згадки про попередні ескізи вежі Гарзес, датовані 1601–02 роками.
Багато інших будівель приписували Кассару, але ці твердження сумнівні та малоймовірні, оскільки немає підтверджуючих їх доказів.
У 1647 році Джованні Франческо Абела приписав проєкт вежі Святої Марії на Коміно (збудованої в 1618 році) Кассару. У 1703 році Бартоломео даль Поццо приписав йому як вежу на Коміно, так і вежу Санта-Марія-делле-Граціє (збудовану в 1620 році), а згодом включили у цей список ще три Віньякурські башти — вежу Святого Павла (1610 р.), вежу Святого Лучіана (1610—1611 рр.) та вежу Святого Фоми (1614). Однак вважається, що Кассар помер у 1609 році, тобто до того, як почалася робота над ще першою Віньякурською вежею.

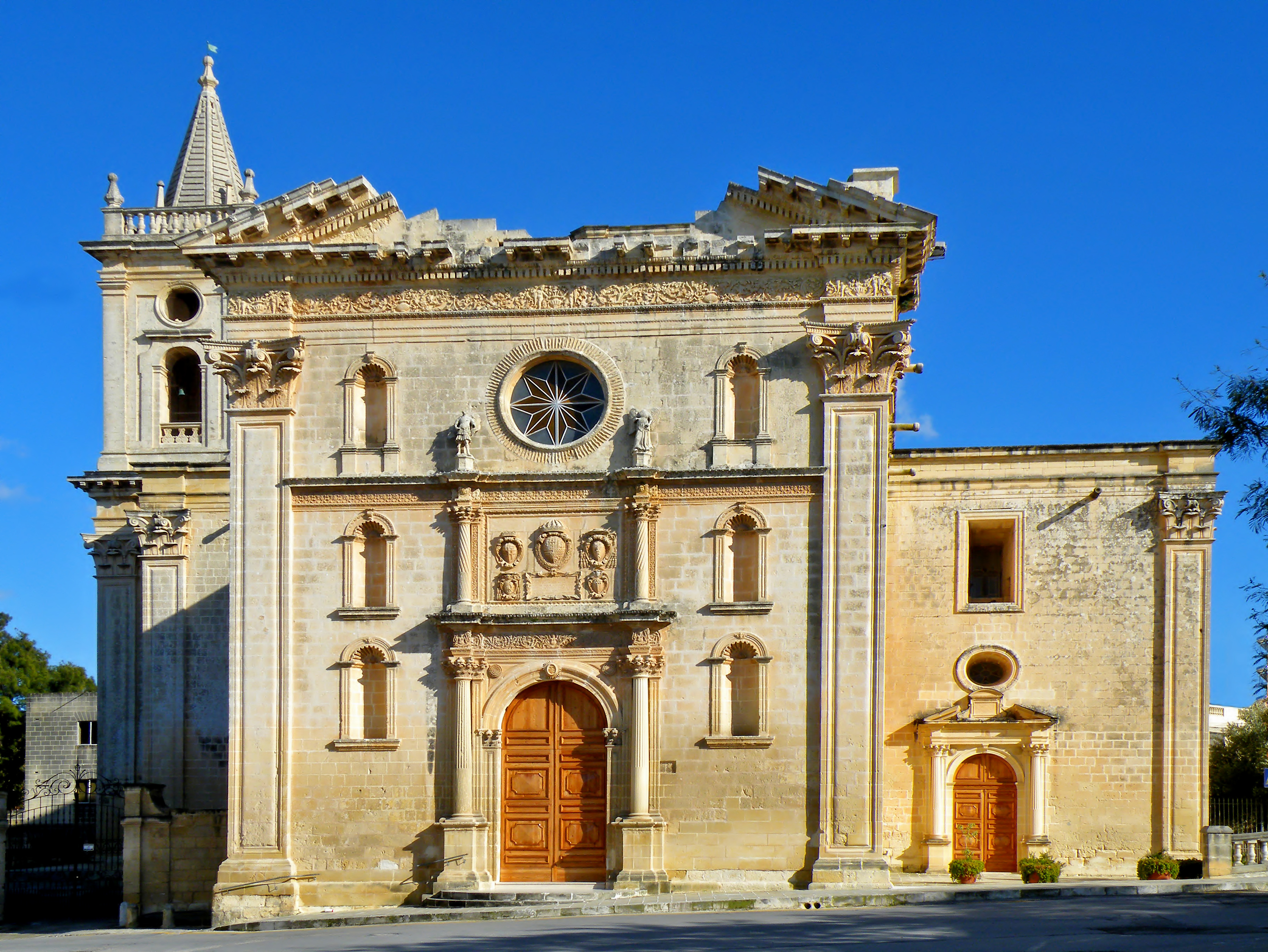
Церква Святої Марії (Біркіркара), одна з кількох церков, побудову якої приписують Кассару

Список церков, побудова яких приписується Кассару
Проте немає жодних задокументованих записівь, які б це підтверджували.
- Базиліка Народження Пресвятої Марії в Сенглеї (прибл. 1580)
- Церква Святого Георгія в Ормі (прибл. 1584)
- Церква Святого Филипа Агірського в Зеббуджі (прибл. 1599)
- Церква Святої Марії в Аттарді (прибл. 1600)
- Церква Святої Марії в Біркіркарі (прибл. 1615)
- Церква Святої Марії Переможниці в Наксарі (прибл. 1610)
- Церква Святої Убалдески в Паолі (1630)

## Особисте життя
Вітторіо Кассар був запальним, часто потрапляв у сварки і та кримінальні хроніки. Він був ув'язнений на шість місяців у форті Сент-Анджело за те, що переслідував іншого лицаря та побив його слугу. У 1604 році Вітторіо та його брат Габріеле були втягнуті в бійку з деякими «світськими особами». Обставини цього інциденту невідомі, але його розцінюють як серйозне правопорушення.